# Anton Corbijn

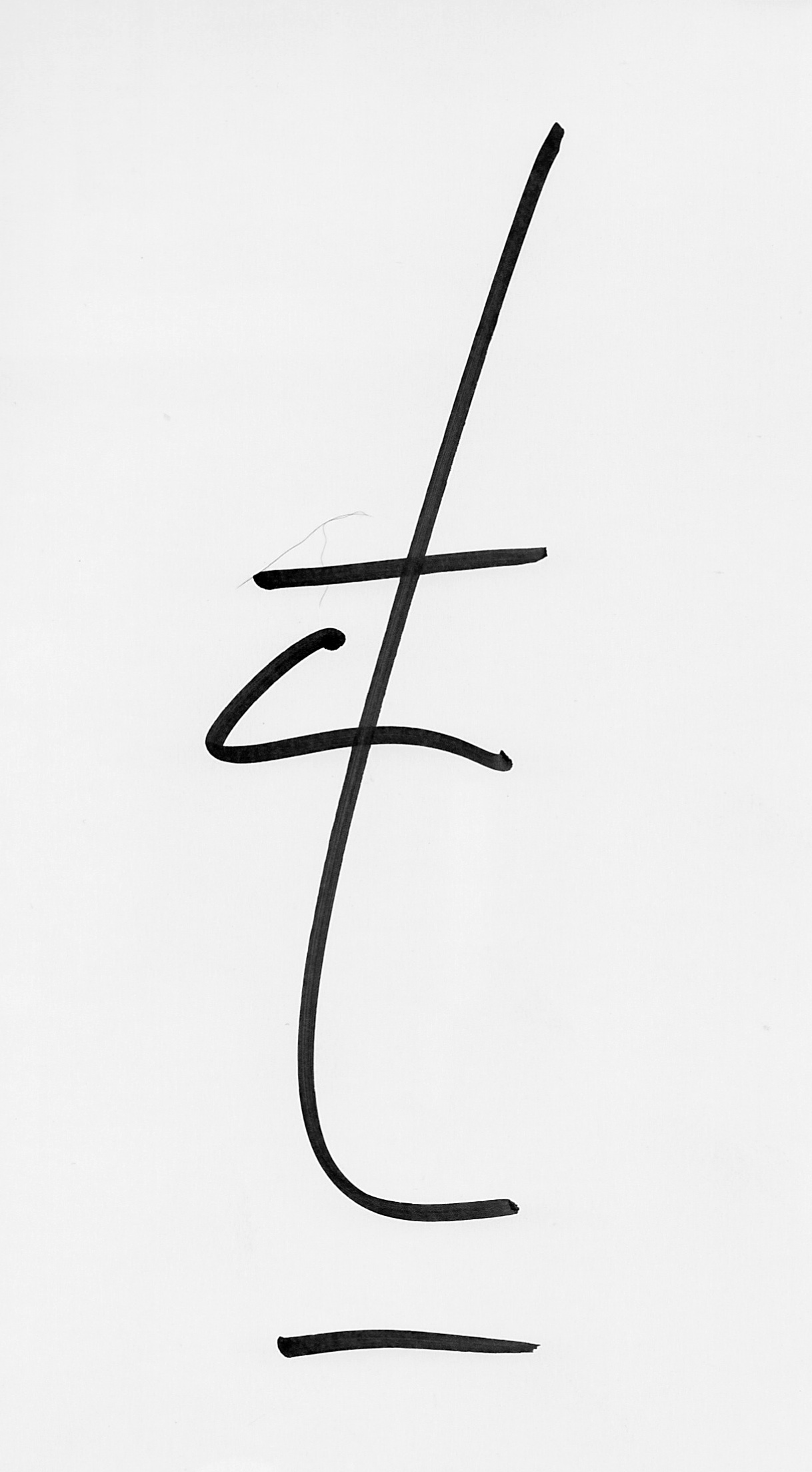
Anton Corbijn - Signatur

Anton Corbijn, född 20 maj 1955 i Strijen i Nederländerna, är en nederländsk fotograf och regissör. Han har gjort sig ett namn som fotograf av stora musiker och musikgrupper och har regisserat ett stort antal musikvideor. Han är känd för att ha en avskalad stil, ofta med väldigt känsloladdade bilder.

## Fotografi
Corbijn började ta foton 1972, på en konsert. Han inledde sin karriär 1975 med att fotografera den nederländska musikern Herman Brood som han såg spela på ett café i Nederländerna.  1979 flyttade han till London där han fick jobb på tidningen New Musical Express. Så småningom började han arbeta för tidskrifter som Vogue och Rolling Stone.
Anton Corbijn var med och skapade den visuella identiteten för legendariska band som Depeche Mode, Joy Division, New Order och U2 för att bara nämna några. En av hans mest kända bilder är U2:s omslag till ”The Joshua Tree”, fotograferad 1986 i Death Valley, USA.

## Musikvideor och långfilmer
Med tiden började Corbijn även göra musikvideor åt de artister han arbetade med. Han har bland annat regisserat musikvideor för artister som Nirvana, Coldplay och Johnny Cash.
Han har arbetat med svenska artister som Per Gessle, Roxette, Ulf Lundell, Eagle-Eye Cherry och Sophie Zelmani. 2012 hade han utställningen Inwards and Onwards på Fotografiska museet i Stockholm. Där porträtterade han bland annat konstnären Damien Hirst, modeskaparen Alexander McQueen och musikikonen PJ Harvey.
Corbijn debuterade 2007 som långfilmsregissör med Control, en film om Ian Curtis. Den vann samma år pris för bästa europeiska film vid Cannes filmfestival. 2010 hade hans film, actiondramat The American med George Clooney i huvudrollen, premiär.

## Filmografi
- 2007 – Control
- 2010 – The American
- 2014 – A Most Wanted Man
- 2014 – Depeche Mode Live in Berlin
- 2015 – Life

## Videor (urval)
1. Echo & the Bunnymen - Seven Seas (1984)
2. Depeche Mode - A Question Of Time (1985)
3. Echo & The Bunnymen - Bring On The Dancing Horses (1985)
4. Depeche Mode - Strangelove (1987)
5. Echo & The Bunnymen - The Game (1987)
6. Echo & The Bunnymen - Lips Like Sugar (1987)
7. Depeche Mode - Never Let Me Down Again (1987)
8. Depeche Mode - Behind The Wheel (1987)
9. Echo & The Bunnymen - Bedbugs & Ballyhoo (1987)
10. Joy Division - Atmosphere (1988)
11. Front 242 - Headhunter (1988)
12. Depeche Mode - Personal Jesus (1989)
13. Danzig - Killer Wolf (1990)
14. Depeche Mode - Enjoy The Silence (1990)
15. Depeche Mode - Policy Of Truth (1990)
16. Depeche Mode - Halo (1990)
17. Front 242 - Tragedy for You (1990)
18. Depeche Mode - World In My Eyes (1990)
19. Danzig - Dirty Black Summer (1992)
20. U2 - One (1992; första versionen, inspelad i Berlin)
21. Nick Cave & The Bad Seeds - Straight To You (1992)
22. Nirvana - Heart-Shaped Box (1993; vann pris från MTV)
23. Depeche Mode - In Your Room (1993)
24. Depeche Mode - Condemnation (1993)
25. Depeche Mode - Walking In My Shoes (1993)
26. Depeche Mode - I Feel You (1993; nominerad till pris från MTV)
27. Rollins Band - Liar (1994; nominerad till pris från MTV)
28. Grant Lee Buffalo - Mockingbirds (1994)
29. Johnny Cash - Delia's Gone (1994)
30. Metallica - Hero Of The Day (1996)
31. Metallica - Mama Said (1996)
32. Depeche Mode - Barrel Of A Gun (1996)
33. Depeche Mode - Useless (1997)
34. U2 - Please (1997)
35. Depeche Mode - It's No Good (1997)
36. Mercury Rev - Goddess On A Highway (1999)
37. Mercury Rev - Opus 40 (1999)
38. Roxette - Stars (1999)
39. Roxette - Salvation (1999)
40. Depeche Mode - Freelove (2001; en av tre videor till låten)
41. U2 - Electrical Storm (2002)
42. Travis - Re-offender (2003)
43. The Killers - All These Things That I've Done (2005)
44. U2 - No Line on the Horizon (2009)
45. Depeche Mode - Should Be Higher (2013)
46. Arcade Fire - Reflektor (2013)
47. Depeche Mode - Where's The Revolution (2017)
48. Depeche Mode - Ghosts Again (2023)

## Skivomslag (urval)
1. U2 - War (1983)
2. U2 - The Unforgettable Fire (1984)
3. Echo & The Bunnymen - Songs To Learn & Sing (1985)
4. U2 - The Joshua Tree (1987)
5. Depeche Mode - 101 (1988)
6. Morrissey - Viva Hate (1988)
7. Echo & The Bunnymen - Echo & The Bunnymen (1988)
8. U2 - Rattle & Hum (1988)
9. Gavin Friday - Each Man kills the Thing he loves (1989)
10. Depeche Mode - Violator (1989)
11. R.E.M. - Automatic For The People (1991)
12. U2 - Achtung Baby (1991)
13. Nick Cave & The Bad Seeds - Henry's Dream (1992)
14. Bon Jovi - Keep The Faith (1992)
15. Depeche Mode - Songs Of Faith And Devotion (1992)
16. Depeche Mode - Songs Of Faith And Devotion Live (1992)
17. Noir Désir - Tostaky (1992)
18. Aimée Mann - Whatever (1993)
19. Bon Jovi - Crossroads (1994)
20. John Lee Hooker - Chill Out (1995)
21. The Rolling Stones - Stripped (1995)
22. Skunk Anansie - Stoosh (1996)
23. Metallica - Load (1996)
24. U2 - Pop (1997)
25. Depeche Mode - Ultra (1997)
26. Nick Cave & The Bad Seeds - The Boatman's Call (1997)
27. John Lee Hooker - Don't Look Back (1997)
28. The Bee Gees - Still Waters (1997)
29. Jon Bon Jovi - Destination Anywhere (1997)
30. Echo & The Bunnymen - Ballyhoo (1997)
31. Metallica - Re-load (1997)
32. Ulf Lundell - Man utan kvinnor (1997)
33. Metallica - Garage Inc. (1998)
34. Sophie Zelmani - Precious Burden (1998)
35. The Bee Gees - One Night Only (1998)
36. U2 - The Best Of 1980-1990 (1998)
37. Metallica - S&M (1999)
38. Eagle-Eye Cherry - Living In The Present Future (2000)
39. U2 - All That You Can't Leave Behind (2000)
40. Depeche Mode - Exciter (2001)
41. U2 - The Best Of 1990-2000 (2002)
42. Ulf Lundell - Club Zebra (2002)
43. David Gray - A New Day At Midnight (2002)
44. Per Gessle - Mazarin (2003)
45. Martin L. Gore - Counterfeit 2 (2003)
46. David Gahan - Paper Monsters (2003)
47. Travis - 12 Memories (2003)
48. Lene Marlin - Another Day (2003)
49. Metallica - St. Anger (2003)
50. U2 - How To Dismantle An Atomic Bomb (2004)
51. Depeche Mode - Playing The Angel (2005)